# 歐重勉
歐重勉（1953/54年—），加拿大政治人物，2005年-09年間以卑詩新民主黨黨員身份擔任卑詩省議會新西敏選區議員，在此前後則曾任職新西敏市議員。

## 生平
歐重勉曾參與創立新西敏食物賙濟庫和失業行動中心，並曾任西敏法律服務協會總監，1996年至2005年間則任職新西敏市議員。
他於2005年省選代表卑詩新民主黨競逐省議會新西敏選區議席，擊敗尋求連任的卑詩自由黨候選人梅麗喬當選省議員，在第38屆省議會中出任在野新民主黨的勞工評議員。他於2009年1月公布患上肝癌，並表示不會於同年省選中競逐連任。他同月接受肝臟移植，後留任省議員至同年任期屆滿為止。
他康復後於2011年市選當選新西敏市議員而重返市議會，並於2014年和2018年市選連任，2017年省選期間則任職新民主黨競選統籌員。他於2022年市選改為競逐新西敏市長職務，但僅獲第三高得票而告落選，同時宣布告別政壇。

## 外部連結
- （英文）卑詩省議會網站 歐重勉議員簡介 （页面存档备份，存于）